# Saint-Ouen-le-Mauger
Saint-Ouen-le-Mauger is een gemeente in het Franse departement Seine-Maritime (regio Normandië) en telt 177 inwoners (2004). De plaats maakt deel uit van het arrondissement Dieppe.

## Geografie
De oppervlakte van Saint-Ouen-le-Mauger bedraagt 6,1 km², de bevolkingsdichtheid is 29,0 inwoners per km².
De onderstaande kaart toont de ligging van Saint-Ouen-le-Mauger met de belangrijkste infrastructuur en aangrenzende gemeenten.

## Demografie
Onderstaande figuur toont het verloop van het inwonertal (bron: INSEE-tellingen).